# Madeleine de Cock Buning
Madeleine de Cock Buning (1966) is een Nederlands bestuurder, jurist en toezichthouder. Zij is onder meer hoogleraar aan de Universiteit Utrecht en aan het European University Institute te Florence (Italië).

## Opleiding
Madeleine de Cock Buning studeerde Informatietechnologie en Recht en Nederlands recht aan de Universiteit van Amsterdam. Ze promoveerde daar in 1998 op het proefschrift Auteursrecht en Informatietechnologie, over de beperkte houdbaarheid van technologiespecifieke regelgeving bij het Instituut voor Informatierecht (UvA); promotoren waren Egbert Dommering en Bernt Hugenholtz.
In 2001 en 2002 was zij als gasthoogleraar verbonden aan de Columbia University in New York op uitnodiging van prof. Eben Moglen en prof. Jane Ginsberg.

## Loopbaan
Madeleine De Cock Buning werd in 2020 benoemd tot Vice President Public Policy EMEA bij Netflix. Zij is sinds 2007 deeltijdhoogleraar Auteurs-, Communicatie- en Mediarecht aan de Universiteit Utrecht en sinds 2018 deeltijdhoogleraar Digital Politics Society & Economy aan de School of Transnational Governance van het European University Institute (STG/EUI) in Florence. De Cock Buning was sinds 2009 lid van het College van Commissarissen van het Commissariaat voor de Media. Van 2013 tot 2019 was zij daarvan voorzitter; in 2019 trad zij terug wegens het voltooien van de maximale wettelijke benoemingstermijn. In de NRC van 17 juli 2019 werd gemeld dat zij tien jaar recht heeft op in totaal 6,5 ton wachtgeld. Deze vertrekregeling is in 2001 door de minister van Onderwijs, Cultuur en Wetenschappen tot stand gebracht. Het CvdM meldde op 29 juli 2019 op zijn website dat De Cock Buning van de wachtgeldregeling geen gebruik maakt.
In januari 2018 werd zij door Eurocommissaris Marija Gabriel benoemd als voorzitter van de deskundigengroep inzake nepnieuws en online desinformatie, met de opdracht het fenomeen nepnieuws in Europa te duiden en er oplossingen voor te vinden. De groep bestond uit veertig leden uit verschillende EU-lidstaten. Benoemd waren enerzijds vertegenwoordigers van de voor verspreiding van desinformatie relevante bedrijven waaronder de socialemediaplatforms (o.a. Google, Facebook en Twitter), uitgeefconglomeraten en publieke- en private media-instellingen en anderzijds personen die als expert op het gebied van desinformatie werkzaam zijn als journalist, wetenschapper of in het maatschappelijk middenveld. Op 12 maart 2018 heeft De Cock Buning het rapport aangeboden aan de Eurocommissaris. Het rapport, met daarin een multidimensionale aanpak van het probleem, rekening houdend met de uitingsvrijheid, lag aan de basis van het daarop ingezette beleid van de Europese Commissie.
De Cock Buning was van 2016 tot 2018 voorzitter van de Europese groep van toezichthoudende instanties voor audiovisuele mediadiensten (ERGA). Een belangrijk speerpunt van haar voorzitterschap was de bescherming van minderjarigen tegen (ernstig) schadelijke content op televisie, online platforms en websites. Daarnaast zette ze in op de onafhankelijkheid van mediatoezichthouders in heel Europa als buffer tussen politiek en media, alsmede op de institutionele vastlegging van ERGA. Deze drie elementen hebben hun weg gevonden in de tekst van de EU Richtlijn Audiovisuele. Mediadiensten 2018/1808.
Van 1998 tot 2009 was De Cock Buning advocaat bij De Brauw Blackstone Westbroek, waar zij verantwoordelijk was voor het adviseren van en procederen voor (beursgenoteerde) ondernemingen op het gebied van informatietechnologie, intellectuele eigendom en reclamerecht.

## Nevenfuncties
- Voorzitter Commissie Auteursrecht van het Ministerie van Justitie en Veiligheid
- Raadsheer-plaatsvervanger in het Gerechtshof Den Haag
- Ondervoorzitter van de Koninklijke Hollandsche Maatschappij der Wetenschappen
- Bestuurslid van het Rathenau Instituut

## Onderscheidingen
- Officier in de Orde van Oranje-Nassau (2019)